# 呉全佑

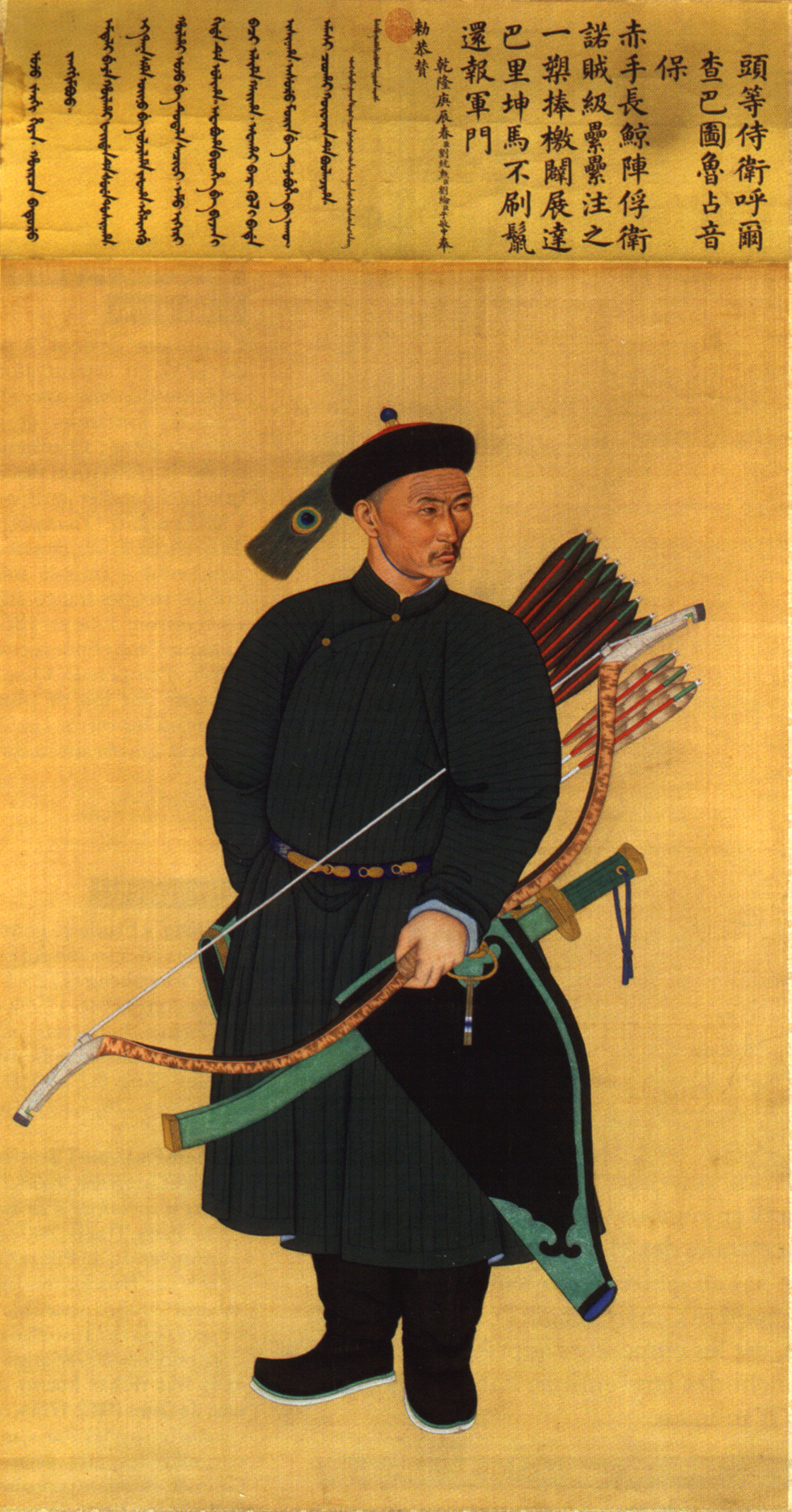
呉全佑

呉 全佑（ご ぜんゆう、1834年 - 1902年）は、中国武術である太極拳の全佑太極拳の創始者。養子に後に呉式太極拳を確立した呉鑑泉がいる。
満族の出身。満族呉福氏。北京の中国武術名家。旗営の見習い軍官だった時、北京の旗営の武術教官であった楊露禅に楊式太極拳を学ぶ。
軍官出身の万春、凌山、全佑の3名は日々練習し、技量を上げた。しかし、北京での楊露禅の弟子は、王族や将軍の子弟ばかりなので、軍官出身の3名は、楊露禅の命により楊班侯の弟子とされた。
楊露禅が病のため北京から永年に戻った後、呉全佑も旗営をやめた。そして、楊露禅の大架と楊班侯の小架を一体融合し独自の工夫を加えて、後に「全佑老架式」と称される独特の風格の太極拳を創造した。人々は呉全佑のことを「全三爺」と呼んだという。
その弟子には、郭松亭、王茂斎、夏公甫、常遠亭、斉閣臣と養子の呉鑑泉などがいた。